# King Charles Spaniel
Pour les articles homonymes, voir King Charles.
Le King Charles Spaniel, ou épagneul King Charles, est une race de chiens épagneuls anglais d'agrément et de compagnie.
Il ne doit pas être confondu avec son cousin le Cavalier King Charles plus courant. Ils appartiennent à la même lignée, mais le King est plus petit, présente de côté une silhouette carrée (more coby disent les Britanniques) et a une face plate. Il est aussi plus calme et de ce fait, on l'appelle parfois « chien-chat ». On ne dénombre que 3 000 sujets King Charles au monde car la reproduction est plus difficile.

## Histoire du chien

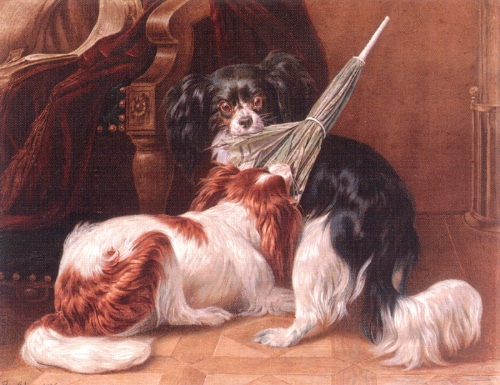
King Charles spaniel de Benno Adam.

On a retrouvé la trace des King Charles Spaniel dans des documents datant du XVIe siècle. Son histoire est sans conteste liée à celle de la royauté, comme l'est celle des autres épagneuls nains anglais. 
Déjà apprécié sous le règne de son père Charles Ier d'Angleterre, son frère Jacques II, son grand-père Jacques Ier, et sa grand-mère Marie, Reine d’Écosse, c'est cependant le roi d'Angleterre Charles II (1630-1685) qui marque le plus leur histoire. Aimant par-dessus tout ses épagneuls miniatures, il en possédait un grand nombre qui circulaient dans les palais royaux et bénéficiaient d'un statut privilégié. Le souverain allait jusqu'à élever les chiots dans sa chambre. Présents et appréciés à la cour du roi où ils tiennent chaud et compagnie aux dames, on a ensuite donné à ces chiens le nom de épagneul King Charles en hommage au roi. 
Cependant les King Charles de la famille royale possédaient un nez pointu et non aplati comme les King Charles d'aujourd'hui. En 1923, un King Charles Spaniel plus ressemblant aux tableaux des XVIe et XVIIe siècles resurgit, avec un nez plus long, et un crâne moins arrondi. Il s'agit du cavalier king charles.
En effet, avec l'arrivée de la concurrence des carlins et des pékinois qui possèdent un nez plat, le King Charles devait suivre cette mode. Les éleveurs durent créer des épagneuls au nez plus court, qui prit l'appellation de King Charles au détriment du King Charles dit de l'ancien type.
Ils ont ensuite été divisés en plusieurs familles en fonction de leurs coloris.
L’histoire raconte que la duchesse Sarah, épouse de John Churchill, duc de Marlborough, inquiète de connaître le sort du duc au terme de la bataille de Blenheim, caressa le front d'une femelle King Charles de couleurs blanc et feu, pour se rassurer. Cette femelle mis bas le lendemain et tous les chiots avaient une tache sur le front, comme s'il s’agissait de l’empreinte laissée par le pouce de la duchesse.
Tous les King Charles n'ont donc pas ce fameux « spot », mais on considère comme un « plus » si un « blenheim » en est pourvu.
Ces petits épagneuls sont intimement liés à la vie de la noblesse anglaise. Le médecin d'Élisabeth Ire, le docteur Caïus, les décrivait comme « aimables et charmants réconforteurs », il leur attribuait le pouvoir de guérir les maux d'estomac et les angoisses. C’est pourquoi en Angleterre, on les désigne sous le nom aussi de « comforter ». 
Le  King Charles d’aujourd’hui est une race nouvelle, totalement recréée en 1926 et officialisée en 1945.

## Apparence
Il existe quatre types de robes :
- noir et feu (noir et roux) ;
- Tricolore (noir, blanc & roux) ;
- Ruby (robe rousse ;
- Blenheim (roux et blanc).

Le  King Charles est un compagnon attachant, affectueux, attendrissant, paisible, docile, joyeux, non agressif, facile à vivre et amical aussi bien avec les proches qu'avec les inconnus[réf. nécessaire].
Mais il peut également être un chien dynamique aimant les jeux, les balades ou l'agility.
Il adore jouer avec les enfants[réf. nécessaire], c'est un compagnon qui ne leur fera jamais de mal[réf. nécessaire]. L'agressivité ne semble en effet pas faire partie de ses gênes[réf. nécessaire], et même lorsqu'il est dérangé, voire traité de manière un peu rude (comme le font souvent les enfants)[réf. nécessaire], il se contente de regarder la personne avec un air hébété[réf. nécessaire], semblant demander ce qu'on lui veut[réf. nécessaire].
Étant non seulement un chien adapté aux enfants[réf. nécessaire], il est également le confident idéal d’une personne âgée[réf. nécessaire].
Que le King soit un mâle ou une femelle, son caractère est fort similaire. Mais le King étant d'une force de caractère extraordinaire[réf. nécessaire], son comportement sera influencé par son entourage[réf. nécessaire] : il sera assez  « fou fou »[réf. nécessaire] en présence d'enfants ou de personnes jouant beaucoup avec lui, mais il sera calme et d'un caractère plus paisible s'il vit avec une personne âgée[réf. nécessaire]. La race est beaucoup moins atteinte par les maladies héréditaires qui touchent son cousin le Cavalier King Charles, du fait du contrôle du cheptel servant à la reproduction. Sa durée de vie dépasse fréquemment les dix ans, l'entretien de son pelage, ses oreilles, griffes sont à la portée de tous.